# Нутовий ноул
Нутовий ноул (Леблебі шекері) — традиційні іранські та афганські солодощі. Його готують щляхом кип’ятіння суміші з цукру, води та трояндової води, а потім суміш наносять на смажений нут.